# Robert Scheerer
Robert Scheerer (Santa Barbara, 28 dicembre 1928 – Los Angeles, 3 marzo 2018) è stato un regista televisivo statunitense.

## Carriera
Inizia la carriera come attore in piccoli ruoli (spesso non accreditato), prima di darsi alla regia televisiva negli anni '60 con Swinging Spiketaculars. Nel corso degli anni è diventato particolarmente richiesto e popolare nel settore televisivo dirigendo molti film tv e diversi episodi di alcune tra le serie più popolari degli anni '70, '80 e '90 tra cui Poliziotto di quartiere, Paradise, Sulle strade della California, Saranno famosi, Hawaii Squadra Cinque Zero, Love Boat, Vita col nonno, Dynasty, Matlock, Star Trek: The Next Generation, Star Trek: Deep Space Nine e Star Trek: Voyager.
Per la sua attività televisiva ha ricevuto tre nomination agli Emmy Awards vincendone uno nel 1964 per la regia di The Danny Kaye Show.

## Filmografia

### Cinema
- Adam at Six A.M. (1970)
- Nanù, il figlio della giungla (The World's Greatest Athlete) (1973)
- The Family and Other Living Things (1978)
- Ladre e contente (How to Beat the High Cost of Living) (1980)

### Film TV
- The Fred Astaire Show (1968)
- Arsenic and Old Lace (1969)
- Hans Brinker (1969)
- Poor Devil (1973)
- Target Risk (1975)
- Super Night at the Super Bowl (1976)
- Terrore a Lakewood (It Happened at Lakewood Manor) (1977)
- The Rock Rainbow (1978)
- Happily Ever After (1978)
- Doodles (1988)